# Eva-Maria Voigt
Eva-Maria Voigt, nata Eva-Maria Hamm (Amburgo, 5 gennaio 1921 – Waldkirch, 26 luglio 2013), è stata una filologa classica tedesca.

## Biografia
Eva-Maria Voigt studiò durante la seconda guerra mondiale filologia classica all'Università di Amburgo e sostenne l'esame di Promotion (Dottorato) nel 1945 con una tesi dal titolo Zur Nominal- und Verbalflexion bei Sapphoo und Alkaios von Lesbos. Dal 1955 al 1984 Voigt lavorò come editrice e collaboratrice del Lexikon des frühgriechischen Epos. Successivamente lavorò come professoressa di filologia classica all'Università di Amburgo. Nell'aprile del 1983 si ritirò in pensione.

## Opere
Oltre al suo lavoro lessicografico Voigt è conosciuta soprattutto per la sua edizione critica dei frammenti di Saffo e di Alceo (Sappho et Alcaeus. Fragmenta, Amsterdam 1971). Prima dell'edizione aveva pubblicato anche una Grammatik zu Sappho und Alkaios (Berlin 1957), però sotto il nome di Eva-Maria Hamm.